# Chlorocoma xuthocrania
Chlorocoma xuthocrania är en fjärilsart som beskrevs av Turner 1906. Chlorocoma xuthocrania ingår i släktet Chlorocoma och familjen mätare. Inga underarter finns listade i Catalogue of Life.